# Grantham (condado)

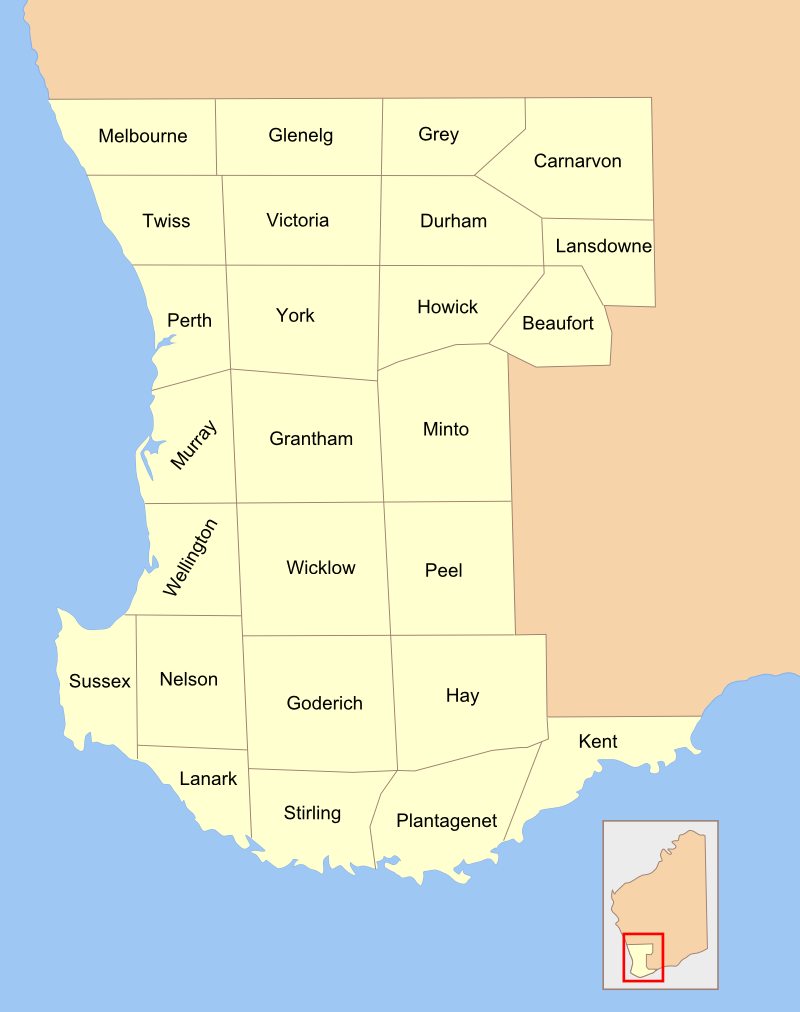
26 condados da Austrália Ocidental

Grantham foi um dos 26 condados da Austrália Ocidental que foram designados em 1829 como divisões cadastrais. Corresponde aproximadamente a partes do Avon (distrito de terra) e Williams (distrito de terra) que constituem a base dos títulos de terra na área.